# Шахматы на Украине
Шахматы Украины

## История

### Появление шахмат в Киевской Руси
При археологических раскопках (1981) на территории Киева и Вышгорода найдены шахматные фигуры из кости XI—XII веков (король и ладья). О распространении шахмат на территории Киевской Руси свидетельствует также ряд былин («Михайло Потык», «Ставр Годинович», «Илья Муромец и Калин царь» и другие), в которых упоминаются эпизоды шахматной игры. Первое упоминание о шахматах — «Кормчая книга» (1262), в которой шахматы фигурируют среди запрещённых занятий.

### Распространение шахмат в XVII—XIX веках
Интерес к шахматам в XVII—XVIII веках проявляли поэт П. Берында (XVI—XVII века), поэт и философ Г. Сковорода (1722—1794), гетман К. Разумовский (1728—1803) и другие. В XIX веке появились шахматные кружки во многих украинских городах, в том числе в Екатеринославе, Елисаветграде, Житомире, Киеве, Луганске, Николаеве, Одессе, Харькове. В конце XIX века центром шахматной жизни Украины стал Харьков, где в 1882 году образовалось «Харьковское общество любителей шахматной игры» (около 80 членов). Инициатором создания общества был военный врач, выпускник Харьковского университета Михаил Александрович Шабельский. Общество регулярно проводило первенства города, участвовало в матчах по переписке с Москвой, Петербургом, организовало ряд выступлений М. Чигорина (который был знаком с  М. Шабельским) с сеансами одновременной игры и лекциями (1884).

В 1895 во Львове был проведён 1-й чемпионат «Львовского клуба шахматистов». Победителем стал львовский юрист и шахматный мастер Игнац фон Попиль.

### Предвоенные годы
В начале XX века шахматную жизнь помогли оживить шахматные общества Киева и Одессы (основанные в 1900). В 1900 с гастролями в Киеве и Одессе выступил Д. Яновский. Дважды посетил Киев М. Чигорин (1902). Киевское шахматное общество провело 3-й Всероссийский турнир (1903), в котором приняли участие 6 киевских шахматистов.
Среди сильнейших шахматистов начала XX века представители Киевского шахматного общества — Е. Боголюбов, Ф. Дуз-Хотимирский, С. Избинский, М. Ловцкий, А. Эвенсон и Одесского шахматного общества — Б. Верлинский, П. Лист, Н. Лоран, а также Н. Руднев (Харьков) и О. Бернштейн (Житомир).
В 1909/1910 в Одессе состоялся «Южнорусский турнир» (1. Б. Верлинский; 2-3. Е. Боголюбов, С. Избинский). Под редакцией Н. Лорана вышли 2 номера журнала «Шахматы» (Одесса, 1911). В начале 1910-х годов ряд соревнований провели шахматные кружки Екатеринослава и Николаева.

### УССР
После провозглашения Советской власти и образования УССР (1922) развитие шахмат приобрело организованный и массовый характер: шахматные соревнования состоялись в Виннице, Каменец-Подольске, Киеве, Одессе, Полтаве, Харькове и других городах; по рекомендации 1-го шахматного съезда Украины (Киев, 1924) при советах физкультуры предприятий и организаций образовались шахматные секции. В 1927 в Донецке состоялся массовый турнир с участием свыше 200 шахматистов. В середине 1930-х годов при республиканских Дворцах пионеров образовались шахматные клубы, которые проводили массовые соревнования, например киевский Дворец пионеров организовал (1935—1940) ряд соревнований с участием около 25 тысяч школьников. Открылись шахматные клубы в Днепрепетровске, Киеве, Одессе, Харькове.
Популяризации и развитию шахмат способствовали гастроли X. Р. Капабланки (1936), который выступил с сеансами одновременной игры в Киеве, Днепропетровске и Одессе (по 2 сеанса) и Харькове (3); сыграл в них 270 партий (+183, −28, = 59).
Важную роль в организации многих шахматных соревнований сыграла газета «Шaxiст» (Киев, 1936—1939). В 1930-е годах среди сильнейших советских шахматистов было немало представителей Украины: И. Болеславский, Я. Вильнер, А. Замиховский, А. Константинопольский, И. Погребысский, В. Раузер, Вл. Кириллов и другие.
В 1945—1987 число квалифицированных шахматистов в республике возросло да 400 тысяч. Открылись десятки шахматных клубов, в том числе в Киеве, Донецке, Луганске, Днепропетровске, Запорожье, Ивано-Франковске, Луцке, Львове, Одессе, Ужгороде, Харькове, Херсоне, Черновцах, Ялте и других городах. Наиболее успешно работают шахматные клубы Львова (воспитано 6 гроссмейстеров), Одессы (4) и Харькова (3).
Чемпионаты Украины проводятся с 1924 года, среди женщин — с 1935. Украинские шахматисты успешно выступают в Спартакиадах народов СССР: 1979 и 1986 (мужчины) — 1-е, 1975 и 1986 (женщины) — 2-е, 1959 и 1967 — 3-е, 1983 — 4-е, 1963 — 5-е места; на командных чемпионатах СССР: 1981 — 1-е, 1951, 1955, 1969, 1972 — 3-е, 1948, 1985 — 4-е, 1953, 1958, 1960 — 5-е, 1962 — 5-6-е места. Юношеская сборная команда УССР участвует в чемпионатах СССР с 1949; она победитель первых Всесоюзных юношеских спорт игр (1984), посвященных 40-летию Победы советского народа в Великой Отечественной войне. В 1962—1968 команда УССР успешно провела 7 матчей с командой Болгарии.
В УССР проводились финалы 14 чемпионатов СССР (6 мужских и 8 женских);
- соревнования претендентов — Киев (1968), Одесса (1974) и претенденток — Одесса (1980), Львов (1983);
- международные турниры: мужские — Одесса (1976), Киев (1978), Львов, женские — Киев (1967), Одесса (1980), Львов (1985), юношеские — Львов (1961, 1965), Одесса (1977).

Популяризации шахмат в УССР немало способствовали разного рода шахматные праздники.

## Шахматисты
Первым из украинских шахматистов звания гроссмейстера удостоен Е. Геллер (1952). Наибольших успехов среди украинских шахматистов добились: 
- Е. Геллер — участник ряда соревнований претендентов, победитель многих Всемирных олимпиад, 2-кратный чемпион СССР;
- А. Белявский — участник претендентских матчей, Всемирных олимпиад и командного чемпионата мира, чемпион мира среди юношей, 3-кратный чемпион СССР;
- Л. Штейн — участник межзональных турниров, олимпиад, 3-кратный чемпион СССР;
- Ю. Сахаров — 2-кратный чемпион УССР, победитель международного турнира в Варне (1968 г.), 2-кратный победитель командных чемпионатов мира (заочных шахматных олимпиад);
- В. Тукмаков — участник межзональных турниров, олимпиад, призёр нескольких чемпионатов СССР;
- А. Чернин — участник турнира претендентов и победитель командного чемпионата мира, чемпиона Европы среди юношей;
- О. Романишин — чемпион Европы среди юношей, участник межзональных турниров, призёр чемпионатов СССР;
- И. Дорфман, М. Гуревич, В. Савон — победители чемпионатов СССР и участники межзонального турнира;
- Г. Кузьмин — участник Всемирной шахматной олимпиады 1972 и межзональных турниров;
- М. Штейнберг — чемпион Европы и СССР среди юношей;
- К. Лернер, В. Эйнгорн, В. Маланюк — призёры чемпионатов СССР;
- В. Иванчук — победитель Всесоюзного турнира молодых мастеров, победитель и призёр юношеских чемпионатов мира и Европы;
- М. Литинская — участница соревнований претенденток, победительница чемпионатов СССР;
- Л. Семёнова — участница соревнований претенденток и олимпиады, чемпионка СССР;
- 3. Лельчук — участница межзонального турнира;
- И. Челушкина — призёр чемпионатов СССР.

В 1987 году насчитывалось 407 тысяч украинских шахматистов, занимающихся в секциях и группах по утверждённой программе. 
- Среди них 17 гроссмейстеров:
  - мужчины — А. Белявский, М. Гуревич, И. Дорфман, Г. Кузьмин, К. Лернер, В. Маланюк, А. Михальчишин, С. Палатник, О. Романишин, В. Савон, В. Тукмаков, А. Чернин, В. Эйнгорн, И. Платонов;
  - женщины — Лельчук, Литинская, Семёнова;
- гроссмейстер по композиции — В. Руденко;
- 10 международных мастеров ФИДЕ:
  - мужчины — В. Иванчук, В. Неверов, И. Новиков, В. Охотник, М. Подгаец;
  - женщины — О. Андреева, Л. Муленко, Л. Мучник, Н. Ручьёва, И. Челушкина;
- 11 международных мастеров ИКЧФ:
  - мужчины — А. Вайсман, О. Милютин, С. Губницкий, В. Калужин, А. Волчок, А. Иванов,  Л. Рубинчик;
  - женщины — Е. Квятковская, М. Литинская, С. Игнатченко, К. Горшкова;
- 5 международных мастеров по шахматной композиции:
  - Ф. Бондаренко, Т. Горгиев, Э. Лившиц, А. Сарычев, С. Шедей.

В детских спортивных школах работают 80 отделений шахмат, в которых занимается свыше 20 тысяч школьников. Во Львовском институте физкультуры открыто отделение шахматной специализации (1974). В ряде клубов (например, в Одессе, Львове, Днепропетровске и других) работают общественные университеты шахматной культуры.
В рейтинге ФИДЕ под флагом Украины насчитывается 64 международных гроссмейстеров и 113 международных мастеров среди мужчин; 11 международных гроссмейстеров и 12 международных мастеров среди женщин (2012)

### Чемпионы мира среди украинских шахматистов
| Руслан Пономарёв — четвёртый чемпион мира по версии ФИДЕ (2002 — 2003) | Анна Ушенина — 14-я чемпионка мира по шахматам (2012 — 2013) | Мария Музычук — 15-я чемпионка мира по шахматам (2015 — 2016) |

Вторая в истории шахмат чемпионка мира (1950—53 гг.) Людмила Руденко была родом с Украины.

## Сборная Украины
| Лучшие результаты сборной Украины | Лучшие результаты сборной Украины            | Лучшие результаты сборной Украины |
| Турнир                            | Мужчины                                      | Женщины                           |
| --------------------------------- | -------------------------------------------- | --------------------------------- |
| Шахматная олимпиада               | 2 (2004, 2010) 1 (1996) 3 (1998, 2000, 2012) | 1 (2006) 2 (1992, 2008) 1 (2012)  |
| Командный чемпионат мира          | 1 (2001) 1 (1993) 1 (2011)                   | 2 (2007, 2009)                    |
| Командные чемпионаты Европы       | 1 (1992) 1 (2009)                            | 1 (1992) 1 (2009)                 |

## Заочные шахматы
Давние традиции имеют украинские шахматисты-заочники. В 1878—1880 сыграны 2 матча по 2 партии в каждом между М. Чигориным и 4 харьковскими шахматистами (все партии выиграл М. Чигорин). В 1879 «Шахматный листок» сообщал о матчах по переписке Харьков — Безансон (Франция), Харьков — Москва, Елизаветград — Житомир.
М. Шабельский (Харьков) стал победителем первого в России турнира по переписке (1882—1885), организованного журналом «Шахматы». Победителями соревнований по переписке становились последствии  харьковчане Б. Янкович («Шахматный вестник», 1886—1887) и А. Ромашкевич («Шахматный журнал», 1894—1895). Украинские шахматисты успешно выступали в ряде всесоюзных соревнований по переписке: Н. Копаев (Черновцы) и А. Сокольский (Львов) — призёры 1-го чемпионата СССР; Л. Масеев (Одесса) — бронзовый призёр 4-го и 5-го чемпионатов СССР; Квятковская (Харьков) и Горшкова (Херсон) — 2-кратные победительницы чемпионатов СССР среди женщин.
Чемпионами Европы по переписке становились: Вайсман (Харьков), А. Подольский (Киев), Калужин (Харьков). В составе сборной команды СССР Масеев, Ю. Сахаров (Киев) и М. Литинская — победители чемпионатов мира, В. Скоторенко (Горловка), Волчок (Николаев) и Рубинчик (Кременчуг) — чемпионатов Европы по переписке. Команда Харькова выиграла в 1974 первенство городов Европы по переписке (см. Кубок Эврара —Деланнуа).
В 1958 при шахматная федерации Украины создана комиссия заочных соревнований, которая провела в 1959—1986 13 личных чемпионатов Украины среди мужчин и 9 среди женщин, 9 командных первенств среди областей и 13 чемпионатов республики среди сельских шахматистов. Сборная команда Украины завоевала 3-е место в 7-м чемпионате СССР (1980—1982), успешно выступила в товарищеских матчах по переписке с шахматистами Австрии, Аргентины, Бельгии, Болгарии, ГДР, Люксембурга, Польши, Румынии, Финляндии, Франции, ФРГ, Чехословакии.

## Шахматная композиция
Шахматная композиция получила активное развитие в начале 1920-х годов В. Брон (Харьков), В. Калина (Киев) и Я. Вильнер (Одесса) добились отличий в ряде всесоюзных и международных конкурсов; Я. Вильнер стал победителем Всесоюзного чемпионата по трёхходовкам (1929). В Харькове, Киеве, Одессе, Полтаве и Днепропетровске были созданы 
кружки шахматной композиции для школьников, которыми руководили опытные проблемисты. В 1930 при Всеукраинской шахматной секции создана комиссия по композиции. В 1932 А. Биленко (Полтава) выиграл Всесоюзный турнир по композиции, проведённый журналом «64».
В конце 1940-х — начала 1950-х годов наиболее успешно в области шахматной композиции выступали: Б. Авшаров, Н. Великий, Н. Зелепукин, Г. Любченко, А. Дзекцер, A. Молдованский, Е. Самотугов (все — Киев), Д. Годес, В. Крамаренко, И. Хвальчев (все — Харьков), Ю. Павлов (Львов), Л. Капуста, Н. Ковалёв (оба — Сумы), А. Каковин (Брянка, Ворошиловоградская область), Копаев (Черновцы) и другие. В 1950-е годах ведущее место среди украинских шахматных композиторов занимали композиторы из Днепропетровска: 
- Бондаренко,
- Горгиев,
- Руденко,
- Чепижный,
- С. Лейтес,
- Л. Ольмуцкий,
- Лившиц и другие.

Команда Украины на 1-м (1956/1957), 11-м (1981/1982) и 12-м (1984/1985) командных чемпионатах страны заняла 2-е места. В 1960-е годах победителями чемпионатов страны становились Чепижный (трижды), В. Власенко, призёрами — Руденко, Лившиц, Шедей. Руденко выиграл 10 золотых медалей в чемпионатах СССР (1973—1987).
Чемпионаты УССР по шахматной композиции проводятся с 1955. Всего в 1955—1987 проведено 11 чемпионатов; наиболее успешно в них выступали Руденко, Горгиев, B. Мельниченко, М. Марандюк. В 1987 проведён 1-й чемпионат УССР среди решателей задач и этюдов, который выиграл Н. Кондратюк (Житомирская область); в том же году он занял 2-е место во Всесоюзном 
чемпионате решателей.

## Изданные книги
В 1926 году вышла первая шахматная книга на украинском языке «Самоучитель игры в шахматы» (автор — Д. Григоренко). Всего за 60 лет (1926—1986) украинскими шахматистами выпущено свыше 60 шахматных книг, из них наиболее известны:
- «Современный шахматный дебют» Сокольского (1949),
- «Вопросы современной шахматной теории» И. Липницкого (1956),
- «Становление шахматного этюда» Бондаренко (1980),
- «Словарь шахматной композиции» Зелепукина (2 издание, 1985),
- «Уроки шахматной тактики» Волчка (1976),
- «Тайны шахматного поля» А. Костюченко и П. Рымаренко (1984) и другие.

Во время крупных всесоюзных и международных соревнований выпускаются специальный турнирные бюллетени.